# Маголник
Маголник (словен. Magolnik) — поселення в общині Літія, Осреднєсловенський регіон, Словенія. Висота над рівнем моря: 656,5 м.